# Гута (Винницкая область)
Гу́та (укр. Гута) — село на Украине, находится в Немировском районе Винницкой области.
Код КОАТУУ — 0523081602. Население по переписи 2001 года составляет 69 человек. Почтовый индекс — 22867. Телефонный код — 4331.
Занимает площадь 0,516 км².

## Адрес местного совета
22867, Винницкая область, Немировский р-н, с. Высшая Крапивна